# Montmélian
Montmélian és un municipi francès situat al departament de la Savoia i a la regió d'Alvèrnia-Roine-Alps. L'any 2007 tenia 3.933 habitants.

## Demografia

### Població
El 2007 la població de fet de Montmélian era de 3.933 persones. Hi havia 1.584 famílies de les quals 524 eren unipersonals (236 homes vivint sols i 288 dones vivint soles), 372 parelles sense fills, 512 parelles amb fills i 176 famílies monoparentals amb fills.
La població ha evolucionat segons el següent gràfic:
Habitants censats

### Habitatges
El 2007 hi havia 1.702 habitatges, 1.616 eren l'habitatge principal de la família, 9 eren segones residències i 77 estaven desocupats. 338 eren cases i 1.321 eren apartaments. Dels 1.616 habitatges principals, 590 estaven ocupats pels seus propietaris, 989 estaven llogats i ocupats pels llogaters i 37 estaven cedits a títol gratuït; 74 tenien una cambra, 165 en tenien dues, 450 en tenien tres, 551 en tenien quatre i 376 en tenien cinc o més. 753 habitatges disposaven pel capbaix d'una plaça de pàrquing. A 834 habitatges hi havia un automòbil i a 546 n'hi havia dos o més.

### Piràmide de població
La piràmide de població per edats i sexe el 2009 era:
| Homes | Edats   | Dones |
| ----- | ------- | ----- |
| 5     | 95 o +  | 15    |
| 12    | 90 a 94 | 47    |
| 15    | 85 a 89 | 62    |
| 16    | 80 a 84 | 36    |
| 36    | 75 a 79 | 79    |
| 39    | 70 a 74 | 76    |
| 70    | 65 a 69 | 66    |
| 84    | 60 a 64 | 49    |
| 83    | 55 a 59 | 52    |
| 138   | 50 a 54 | 144   |
| 122   | 45 a 49 | 120   |
| 172   | 40 a 44 | 170   |
| 140   | 35 a 39 | 140   |
| 171   | 30 a 34 | 136   |
| 186   | 25 a 29 | 180   |
| 114   | 20 a 24 | 140   |
| 148   | 15 a 19 | 126   |
| 132   | 10 a 14 | 136   |
| 105   | 5 a 9   | 135   |
| 133   | 0 a 4   | 102   |

## Economia
El 2007 la població en edat de treballar era de 2.548 persones, 1.937 eren actives i 611 eren inactives. De les 1.937 persones actives 1.753 estaven ocupades (953 homes i 800 dones) i 184 estaven aturades (78 homes i 106 dones). De les 611 persones inactives 169 estaven jubilades, 210 estaven estudiant i 232 estaven classificades com a «altres inactius».

### Ingressos
El 2009 a Montmélian hi havia 1.615 unitats fiscals que integraven 3.821,5 persones, la mediana anual d'ingressos fiscals per persona era de 16.893 €.

### Activitats econòmiques
Dels 263 establiments que hi havia el 2007, 4 eren d'empreses extractives, 7 d'empreses alimentàries, 3 d'empreses de fabricació de material elèctric, 17 d'empreses de fabricació d'altres productes industrials, 38 d'empreses de construcció, 34 d'empreses de comerç i reparació d'automòbils, 16 d'empreses de transport, 20 d'empreses d'hostatgeria i restauració, 5 d'empreses d'informació i comunicació, 11 d'empreses financeres, 12 d'empreses immobiliàries, 38 d'empreses de serveis, 39 d'entitats de l'administració pública i 19 d'empreses classificades com a «altres activitats de serveis».
Dels 81 establiments de servei als particulars que hi havia el 2009, 1 era una oficina d'administració d'Hisenda pública, 1 oficina del servei públic d'ocupació, 1 gendarmeria, 1 oficina de correu, 5 oficines bancàries, 1 funerària, 5 tallers de reparació d'automòbils i de material agrícola, 1 taller d'inspecció tècnica de vehicles, 4 autoescoles, 3 paletes, 9 guixaires pintors, 5 fusteries, 7 lampisteries, 6 electricistes, 2 empreses de construcció, 8 perruqueries, 2 veterinaris, 1 agència de treball temporal, 9 restaurants, 6 agències immobiliàries, 2 tintoreries i 1 saló de bellesa.
Dels 17 establiments comercials que hi havia el 2009, 1 era un supermercat, 1 una gran superfície de material de bricolatge, 1 una botiga de menys de 120 m², 4 fleques, 1 una carnisseria, 2 llibreries, 1 una sabateria, 1 una botiga de mobles, 1 una botiga de material esportiu, 1 un drogueria i 3 floristeries.

## Equipaments sanitaris i escolars
El 2009 hi havia 1 hospital de tractaments de curta durada, 1 hospital de tractaments de mitja durada (seguiment i rehabilitació) i 2 farmàcies.
El 2009 hi havia 2 escoles maternals i 3 escoles elementals. A Montmélian hi havia 1 col·legi d'educació secundària i 1 liceu tecnològic. Als col·legis d'educació secundària hi havia 724 alumnes i als liceus tecnològics 49.

## Poblacions més properes
El següent diagrama mostra les poblacions més properes.